# Статическое плавание
Статическое плавание — навык пловца, связанный с умением продолжительного нахождения в воде без движения при возможности беспрепятственно дышать. Имеет исключительную важность для отдыха и восстановления сил на воде в минуты психогенной напряжённости.
С гидростатической точки зрения механизм статического плавания напрямую связан с законом Архимеда. В соответствии с ним, любое тело, погружённое в воду, имеет тенденцию принимать такое положение в жидкости, при котором его центр тяжести располагается на одной вертикальной линии с центром приложения архимедовой силы. У человеческого тела центр тяжести, как правило, располагается на уровне первого-второго крестцовых позвонков, а центр геометрического объёма на несколько сантиметров ближе к голове. Из-за этого у человека, неподвижно лежащего на воде с руками вдоль туловища, ноги самопроизвольно стремятся опуститься вниз пока тело не примет вертикальное положение, а центр тяжести не окажется над центром объёма. Как правило, для того, чтобы достичь устойчивого горизонтального равновесия вполне достаточно завести прямые руки за голову, при этом центр тяжести тела переместиться ближе к голове и приблизиться к центру приложения архимедовой силы. Если этого недостаточно и ноги продолжают тянуть вниз, то из воды можно немного высунуть кисти рук. Если найти необходимый баланс, то тело в чуть наклонном положении сможет отдыхать неподвижно и расслаблено.
Аналогичного эффекта иногда можно добиться немного сгибая ноги в коленях, широко разводя их или раскидывая руки в стороны. Однако, положение тела со «свесившимися» ногами не является естественным и в нём трудно достичь полного расслабления мускулатуры.